# 上野浩司
上野 浩司（うえの こうじ、1971年12月1日 - ）は、日本のシンガーソングライター、編曲家、音楽プロデューサー。広島県広島市出身。身長172cm。血液型はB型。

## 略歴
1995年、Sony Recordsからシングル『散々』にてシンガーソングライターとしてデビュー。
歌手活動中断後はソングライター、編曲家、音楽プロデューサーに転向し、椎名へきる、NEWS、嵐、メロン記念日、区麗情、彩音などに楽曲を提供する他、志倉千代丸の楽曲の編曲を数多く手掛けている。

## 作品
Sony Recordsからの発売。

### シングル
1. 散々 c/w Origin（1995年7月1日、SRDL-4043）
2. 心の瞳（Single Mix）c/w サンタクロースは待っている（1995年11月1日、SRDL-4103）
3. REC c/w ひとりよがりのラヴソング（1996年7月8日、SRDL-4191）
4. 僕等の関係 c/w パートナー（1996年11月21日、SRDL-4279）
5. ROOM c/w After Dark（1997年3月1日、SRDL-4343）

### アルバム
1. BITTER & SWEET（1995年9月21日、SRCL-3352）
2. 僕等の関係（1996年12月12日、SRCL-3730）

### オムニバス
- 幻想魔伝 最遊記 イメージアルバム Vol.3（2001年7月28日、MACM-1127）

M:3「TAPESTRY」
- 最遊記RELOAD イメージアルバム Vol.1（2003年12月21日、FCCM-11）

M:2「Take wings」
- 最遊記RELOAD イメージアルバム Vol.2（2004年5月13日、FCCM-12）

M:4「leave」

### 主な提供楽曲
- Folder5 - 「MY MIRACLE」
- KAT-TUN - 「Shooting Star」
- KinKi Kids - 「It's All Right」
- NEWS - 「ずっと」「Pain」「Stars」
- V6 - 「ねむい休日」
- 嵐 - 「夏の終わりに想うこと」「Carnival Night part 2」
- 彩音 - 「New Breeze」「WiSH ON TRUTH」「Fullmoon Rhapsody」「かけがえのない想い ずっと一緒に」
- 区麗情 - 「青春のドア」「それはサヨナラ」「Fly Now －The Winter Is Over－（English Version）」「いまは遠いけど」「Grade Up!」「Kids of Nature 〜森へ帰ろう〜」「まっすぐに伝えよう」
- 斉藤祐紀 - 「Too Late」
- 椎名へきる - 「風が吹く丘」「晴れのち I Miss You」「あなたの名前」「246」「この世で一番大切なもの」「This Moment」「あいたい」「わからない男」
- 中島ゆきこ - 「笑顔千両節」
- 藤原美穂 - 「florescence」
- 前川清 - 「ゆれて博多で」
- メロン記念日 - 「アンフォゲッタブル」「サクラ色の約束」